# 蒲穆
蒲 穆（かば あつし、1879年（明治12年）1月15日 - 1960年（昭和35年）5月21日）は、大日本帝国陸軍軍人。最終階級は陸軍中将。

## 経歴・人物
福井県出身。1900年（明治33年）陸軍士官学校第12期卒業、翌年、陸軍騎兵少尉に任官。その後、1906年（明治39年）陸軍大学校に入学し、1909年（明治42年）同校第21期卒業。
1920年（大正9年）8月に参謀本部附を経て、1922年（大正11年）2月に陸軍騎兵大佐に進級。同年8月より稔彦王附武官を兼職する。
2年後の1924年（大正13年）12月に騎兵第5連隊長に転じ、1926年（大正15年）3月に陸軍少将・第8師団司令部附となる。
ついで、1927年（昭和2年）7月に騎兵第3旅団長、1928年（昭和3年）3月に陸軍兵器本廠附、同年4月に国連陸軍代表を経て、1930年（昭和5年）8月に参謀本部附となったのち、翌年の1931年（昭和6年）8月に陸軍中将に進級し、陸軍運輸部長に任ぜられた。
さらに、1932年（昭和7年）4月に第10師団留守司令官、1933年（昭和8年）3月に第16師団長を経て、1935年（昭和10年）8月に参謀本部附となり、翌月の9月20日に待命し、同月25日に予備役に編入した。
1947年（昭和22年）11月28日、公職追放仮指定を受けた。

## 栄典
位階
- 1901年（明治34年）10月10日 - 正八位[5]

勲章等
- 1940年（昭和15年）8月15日 - 紀元二千六百年祝典記念章[6]

## 著作
訳書
- ガーンディー 著『ガーンディー聖書』岩波書店、1950年。